# Ноглицький міський округ
Ноглицький район (рос. Ногликский район) — адміністративно-територіальна одиниця (район) та муніципальне утворення (муніципальний район) у складі Сахалінської області Російської Федерації.
Адміністративний центр — смт Ноглики.

## Географія
Знаходиться на північної части острова Сахалін.
Ноглицький район прирівняний до районів Крайньої Півночі.

## Населення
| 2002    | 2009    | 2010    | 2011    | 2012    | 2013    | 2014    |
| ------- | ------- | ------- | ------- | ------- | ------- | ------- |
| 13 576  | ↘13 257 | ↘12 124 | ↘12 110 | ↘12 014 | ↘11 840 | ↘11 638 |
| 2015    | 2016    | 2017    | 2018    | 2019    |         |         |
| ↘11 435 | ↘11 327 | ↗11 328 | ↘11 320 | ↗11 333 |         |         |